# Пежо тип 72
Пежо тип 72 (фр. Peugeot Type 72) је био аутомобил произведен 1905. од стране француског произвођача аутомобила Пежо у њиховој фабрици у Лилу. У том периоду је произведено 138 јединица.
Аутомобил је покретао четворотактни, четвороцилиндрични мотор снаге 18 КС и запремине 3635 cm³. Мотор је постављен напред и преко ланчаног преноса давао погон на задње точкове.
Тип 72 се производио у још две варијанте 72 А и 72 Б. Међуосовинско растојање је 2770 мм и 3015 мм. са размаком точкова 1400 мм. Каросерија је типа купе-лимузина и дупли фетон са простором за четири до пет особа.